# Glycera pseudorobusta
Glycera pseudorobusta är en ringmaskart som beskrevs av Böggemann och Fiege 200. Glycera pseudorobusta ingår i släktet Glycera och familjen Glyceridae.
Artens utbredningsområde är Mexikanska golfen. Inga underarter finns listade i Catalogue of Life.